# Цвітівська сільська рада
Цвітівська сільська́ ра́да — адміністративно-територіальна одиниця та орган місцевого самоврядування в Бучацькому районі Тернопільської області. Адміністративний центр — село Цвітова.

## Загальні відомості
- Населення ради: 651 особа (станом на 2001 рік)

## Населені пункти
Сільській раді підпорядковані населені пункти:
- с. Цвітова

## Склад ради
Рада складається з 14 депутатів та голови.
- Голова ради:
- Секретар ради: Біда Ганна Миколаївна

### Керівний склад попередніх скликань
| Прізвище, ім'я, по батькові    | Основні відомості                                    | Дата обрання | Дата звільнення |
| ------------------------------ | ---------------------------------------------------- | ------------ | --------------- |
| Горин Степан Володимирович     | Сільський голова, 1953 року народження, безпартійний | 26.03.2006   | 01.08.2006      |
| Крижанівський Іван Миколайович | Сільський голова, 1962 року народження, безпартійний | 17.12.2006   | 31.10.2010      |

Примітка: таблиця складена за даними сайту Верховної Ради України

### Депутати
За результатами місцевих виборів 2010 року депутатами ради стали:

#### За суб'єктами висування
| Суб'єкт висування | Кількість обраних депутатів | %   |
| ----------------- | --------------------------- | --- |
| Самовисування     | 14                          | 100 |

#### За округами
| № округу | Прізвище, ім'я, по батькові     | Дата визнання обраним | Освіта             | Партійна приналежність | Відомості про обраного депутата               |
| -------- | ------------------------------- | --------------------- | ------------------ | ---------------------- | --------------------------------------------- |
| 1        | Галаван Роман Степанович        | 05.11.2010            | середня спеціальна | позапартійний          | Бучацькийсир завод, охоронець                 |
| 2        | Біда Ганна Миколаївна           | 05.11.2010            | середня спеціальна | позапартійна           | ЦвітівськаС/р, секретар                       |
| 3        | Чип Віталій Тарасович           | 05.11.2010            | середня спеціальна | позапартійний          | тимчасово не працює                           |
| 4        | Хамуляк Михайло Васильович      | 05.11.2010            | середня спеціальна | позапартійний          | тимчасово не працює                           |
| 5        | Дурда Віра Миронівна            | 05.11.2010            | середня спеціальна | позапартійна           | Цвітівська с/р, бухгалтер Сільської ради      |
| 6        | Грицуляк Наталя Анатоліївна     | 05.11.2010            | середня спеціальна | позапартійна           | М.Бучач, продавець                            |
| 7        | Івасишин Анатолій Григорович    | 05.11.2010            | вища               | позапартійний          | М.Бучач, інженер-землерорядник                |
| 8        | Старко Надія Стипанівна         | 05.11.2010            | середня спеціальна | позапартійна           | Йвітівський дитячий садок, помічниквихователя |
| 9        | Крижанівський Мирослав Іванович | 05.11.2010            | вища               | позапартійний          | тимчасово не працює                           |
| 10       | Зарубайко Іван Григорович       | 05.11.2010            | середня спеціальна | позапартійний          | тимчасово не працює                           |
| 11       | Гринів Ярослав Миколайович      | 05.11.2010            | середня спеціальна | позапартійний          | тимчасово не працює                           |
| 12       | Курцеба Нестор Іванович         | 05.11.2010            | середня спеціальна | позапартійний          | М.Бучач                                       |
| 13       | Гецнар Марія Михайлівна         | 05.11.2010            | середня спеціальна | позапартійна           | Бучацьке ЦКРЛ, санітарка                      |
| 14       | Павлів Петро Михайлович         | 02.11.2010            | середня спеціальна | позапартійний          | тимчасово не працює                           |